# فربيون المرتفعات
فربيون المرتفعات (باللاتينية: Euphorbia altissima) نوع نباتي يتبع جنس الفربيون من الفصيلة اللبنية.

## الموئل والانتشار
ينتشر في بلاد الشام وتركيا.

## مرادفات للاسم العلمي
- (باللاتينية: Tithymalus altissimus (Boiss.) Klotzsch & Garcke)